# Dividendenberechtigung
Eine Dividendenberechtigung ist bei Aktien das Recht des Aktionärs auf Vereinnahmung von Dividenden von einer Aktiengesellschaft als Gegenleistung für seine Bereitstellung von Kapital.

## Allgemeines
Neben dem Stimmrecht ist die Dividendenberechtigung das wichtigste Recht aus einer Aktie. Bei Vorzugsaktien ist sogar eine höhere Dividende zahlbar als bei Stammaktien, dafür entfällt das Stimmrecht. Auch bei Gewinnschuldverschreibungen sehen die Anleihebedingungen eine Dividendenberechtigung vor. Aktien gibt es von der Aktiengesellschaft, Europäischen Gesellschaft oder Kommanditgesellschaft auf Aktien. Die Dividendenberechtigung kann dort allgemein nicht durchgesetzt werden, wenn die Gesellschaft einen Bilanzverlust ausweist oder einen Bilanzgewinn erwirtschaftet hat, der nach Gesetz, Satzung oder Hauptversammlungsbeschluss von der Verteilung unter die Aktionäre ausgeschlossen ist.

## Berechnung
Die Höhe der Dividendenberechtigung hängt einerseits von der Anzahl (bei Stückaktien) oder dem Anteil des Nennwerts (bei Nennwertaktien) am Grundkapital der Aktiengesellschaft, andererseits bei einer Kapitalerhöhung von der in den Bezugsbedingungen angegebenen anteiligen Dividende ab. Beim Bezugsrecht werden die alten Aktien und jungen Aktien bis zur Gleichberechtigung bei der Dividende an der Wertpapierbörse mit unterschiedlichen Aktienkursen gehandelt. Eine Dividendenberechtigung beginnt für junge Aktien häufig erst mit dem neuen Geschäftsjahr.   

## Rechtsfragen
Die Aktionäre haben nach § 58 Abs. 4 AktG Anspruch auf den Bilanzgewinn, soweit er nicht nach Gesetz, Satzung oder Hauptversammlungsbeschluss von der Verteilung unter die Aktionäre ausgeschlossen ist. Der Bilanzgewinn einer Aktiengesellschaft wird in Form von Dividenden auf Beschluss der Hauptversammlung an die Aktionäre verteilt, wobei § 174 Abs. 2 Nr. 2 AktG statt von „Dividende“ von „auszuschüttende[r] Betrag oder Sachwert“ spricht. Das Dividendenrecht ist nicht übertragbar. Der Dividendenanspruch ist am dritten auf den Hauptversammlungsbeschluss folgenden Geschäftstag fällig. Ein Dividendenanspruch besteht, wenn sich die Aktie am Tag der Hauptversammlung im Wertpapierdepot eines Kreditinstituts befindet. Geschäftstag ist jeder Tag, an dem der an der Ausführung eines Zahlungsvorgangs beteiligte Zahlungsdienstleister den für die Ausführung von Zahlungsvorgängen erforderlichen Geschäftsbetrieb unterhält (§ 675n Abs. 1 BGB). Für Vorzugsaktien kann das Stimmrecht gemäß § 139 Abs. 1 AktG ausgeschlossen werden. Die Vorzugsaktien ohne Stimmrecht gewähren mit Ausnahme des Stimmrechts die jedem Aktionär aus der Aktie zustehenden Rechte (§ 140 Abs. 1 AktG), insbesondere die erhöhte Dividendenberechtigung. 

## International
International sind die Verhältnisse sehr ähnlich. Die in den Massenmedien angekündigten Dividenden (englisch dividends) werden auf der Hauptversammlung (englisch general meeting) beschlossen und kurz nach der Hauptversammlung ausgezahlt. Es genügt, wenn die Aktie (englisch share) kurz vor der Hauptversammlung hinterlegt ist. Mit einer Dividendenstrategie (englisch dividend capture strategy) kann diese Rechtslage ausgenutzt werden. Es handelt sich um eine Anlagestrategie, welche die kurzfristige Gewinnmitnahme von Dividenden zum Ziel hat. Dabei treffen die Anleger die Kaufentscheidung für eine Aktie kurz vor der Hauptversammlung, um sie danach (nach Ablauf der Ex Dividende-Kursfeststellung) wieder zu verkaufen. Sie vereinnahmen die Dividende für das gesamte Geschäftsjahr, auch wenn sie die Aktie nur für wenige Tage im Depot hatten.  
In der Schweiz fällt die Dividendenberechtigung auf das sogenannte Record-Datum – in der Regel der Tag nach dem Ex Dividende-Tag. Am Record-Datum legen Kreditinstitute und die Verwahrstelle SIX SIS der Aktien fest, wer dividendenberechtigt ist. Die Dividende erhält, wer an diesem Tag Aktien besitzt. Findet beispielsweise die Generalversammlung am 21. April statt, so fällt die Ex Dividende-Kursnotiz auf den 23. April, am 24. April ist das Record-Datum und am 25. April folgt die Auszahlung der Dividende.                                
In Österreich muss eine Aktie spätestens zwei Handelstage vor dem Record-Datum (Nachweisstichtag) gekauft werden. Diesen Tag nennt man auch Cum-Tag. Fällt etwa die Hauptversammlung auf den 11. Mai, liegt der Cum-Tag mit dem letztmöglichen Dividendenanspruch am 14. Mai, das Record-Datum fällt auf den 16. Mai, Zahltag der Dividende ist der 17. Mai.